# Кривоносов, Сергей Владимирович
Сергей Владимирович Кривоносов (род. 29 мая 1971, Ростов-на-Дону) — российский государственный и политический деятель, предприниматель, депутат Государственной Думы VI, VII, VIII созывов, член фракции «Единая Россия». Председатель правления Ассоциации экономического взаимодействия субъектов РФ «Союз развития туризма в РФ».
В Государственной Думе VII созыва заместитель председателя комитета по физической культуре, спорту, туризму и делам молодежи, председатель подкомитета по туризму. Вице-президент League S-70, соорганизатор международного турнира по профессиональному боевому самбо «Плотформа S-70» в Сочи c 2010 года.
Из-за вторжения России на Украину, находится под международными санкциями Евросоюза, США, Великобритании и ряда других стран

## Образование
В 1992 году окончил Новочеркасское высшее военное Краснознаменное командное училище связи им. Маршала Советского Союза В. Д. Соколовского, где ему была присвоена квалификация «инженер по эксплуатации средств связи». С получением диплома о высшем образовании Сергею Кривоносову было присвоено звание лейтенанта ВС СССР. В 2017 году с отличием окончил Московский государственный университет им. М. В. Ломоносова по специальности «Мастер делового администрирования в сфере туризма и гостеприимства». Тема выпускной квалификационной работы: «Научно-методическое основы деятельности некоммерческих организаций в сфере туризма в Российской Федерации».
С 1991 по 1994 год проходил службу в Северо-Западной группе войск в городе Таллин. Командовал взводом связи. Уволился в запас в связи с выводом войск Северо-Западной группы из Прибалтики.
После увольнения в запас занимался инвестиционной деятельностью в сфере туризма: строительством, гостиничным и ресторанным бизнесом на Черноморском побережье. 15 лет являлся генеральным директором ряда коммерческих организаций.
В 2002 году вступил в ВПП «Единая Россия», участвовал в формировании сочинского политсовета, где возглавил комиссию по промышленности, предпринимательству и торговле.
Автор проекта — клуба «Плотформа», развлекательного заведения, сооруженного в открытом море, позволяющего вместить более 1000 гостей. На площадке «Плотформы» проводилась встреча президента России Дмитрия Медведева с президентом Финляндии Тарьей Халонен.
С 2010 года ежегодно на площадке «Плотформы» проходит международный турнир по профессиональному боевому самбо «Плотфома S-70».

## Государственная Дума VI созыва
По результатам голосования 4 декабря 2011 г. избран депутатом Государственной Думы Федерального собрания Российской Федерации VI созыва по федеральному списку кандидатов ВПП «Единая Россия» от Краснодарского края.
В Государственной Думе VI созыва входил в комитет по экономической политике, инновационному развитию и предпринимательству, где активно занимался законодательным обеспечением деятельности соответствующих направлений.
По инициативе депутата Сергея Кривоносова был создан совет по развитию внутреннего и въездного туризма в Российской Федерации при Правительстве Российской Федерации.
Председатель подкомитета по вопросам предпринимательства, туризма и делам Крыма.
Председатель экспертного совета в ГД по внутреннему и въездному туризму в Российской Федерации.
Руководитель рабочей группы ГД по совершенствованию законодательства об особых экономических зонах в Российской Федерации.
Руководитель направления «Водный туризм» проекта партии «Единая Россия» «Санкт-Петербург — морская столица России», модератор Международного форума «Водный туризм».
За время работы в Государственной Думе шестого созыва являлся автором и соавтором 49 законопроектов.
Член рабочей группы по подготовке Государственного совета Российской Федерации по вопросу о мерах по развитию малого и среднего предпринимательства в Российской Федерации.
Член редакционной группы рабочей группы по подготовке доклада и материалов к заседанию президиума Государственного совета РФ по вопросу о развитии туристско-рекреационного и санаторно-курортного комплекса Российской Федерации.
Член рабочей группы президиума Государственного совета Российской Федерации по вопросу о мерах по повышению инвестиционной привлекательности санаторно-курортного комплекса в Российской Федерации.
Организатор парламентских слушаний на тему «Законодательное обеспечение развития внутреннего и въездного туризма как важнейших сегментов туриндустрии Российской Федерации».
Член Межведомственной комиссии по реализации Стратегии развития государственной политики Российской Федерации в отношении российского казачества до 2020 года, образованной в соответствии с постановлением Правительства Российской Федерации от 24 мая 2014 г. № 479.
В 2012 году являлся членом рабочей группы, созданной для контроля выполнения поручений Президента и Правительства РФ при ликвидации последствий наводнения в г. Крымск Краснодарского края.

## Государственная Дума VII созыва
По результатам голосования 18 сентября 2016 г. избран депутатом Государственной Думы Федерального собрания Российской Федерации VII созыва по федеральному списку кандидатов ВПП «Единая Россия» от Краснодарского края.
5 октября 2016 года был избран заместителем председателя комитета Государственной Думы по физической культуре, спорту, туризму и делам молодежи.
Решением членов комитета по физической культуре, спорту, туризму и делам молодежи был избран председателем подкомитета по туризму.
Председатель подкомитета по туризму.
Заместитель председателя экспертно-консультативного совета фракции «Единая Россия» о совершенствовании законодательства в сфере физической культуры, спорта и развития внутреннего туризма.
Член депутатской группы по связям с парламентом Австрийской Республики.
Член депутатской группы по связям с парламентом Сирийской Арабской Республики.
Член межведомственной рабочей группы Министерства здравоохранения Российской Федерации по разработке стратегии развития санаторно-курортного комплекса Российской Федерации.
Член Координационного совета ФЦП «Развитие внутреннего и въездного туризма в Российской Федерации (2011—2018 годы)».
Действительный член Национальной академии туризма.
Руководитель направления «Водный туризм» проекта партии «Единая Россия» «Санкт-Петербург — морская столица России», модератор Международного форума «Водный туризм».
Член Межведомственной комиссии по реализации Стратегии развития государственной политики Российской Федерации в отношении российского казачества до 2020 года.
В сентябре 2020 года возглавил рабочую группу по туризму Экспертного совета при Комитете Государственной Думы по физической культуре, спорту, туризму и делам молодежи.
В октябре 2020 года вошёл в состав Правительственной комиссии по развитию туризма в Российской Федерации.
Член Комиссии Государственного Совета Российской Федерации по направлению «Туризм, физическая культура и спорт».
С апреля 2021 года член Общественно-экспертного совета по национальному проекту «Туризм и индустрия гостеприимства».

## Государственная Дума VIII созыва
По результатам голосования 17-19 сентября 2021 г. избран депутатом Государственной Думы Федерального собрания Российской Федерации VIII созыва по федеральному списку кандидатов ВПП «Единая Россия» от Краснодарского края.

## Законотворческая деятельность
С 2011 по 2019 год, в течение исполнения полномочий депутата Государственной Думы VI и VII созывов, выступил соавтором 46 законодательных инициатив и поправок к проектам федеральных законов.

## Проекты и сотрудничество
Вице-президент российской спортивной организации League S-70.
В 2017 году инициировал создание Ассоциации экономического взаимодействия субъектов РФ «Союз развития туризма в РФ».

## Общественная деятельность
Кривоносов входил в организационный комитет 41-го чемпионата мира по самбо, который проходил с 8 по 13 ноября 2017 года в ледовом дворце «Айсберг» в Сочи.
Входил в Общественный совет по взаимодействию с населением в ходе подготовки и проведения XXII Олимпийских зимних игр и XI Паралимпийских зимних игр 2014 года в городе Сочи. 5 февраля 2014 года Сергей Кривоносов встречал эстафету Олимпийского огня в Сочи.
Член Общественного совета города Сочи.

## Санкции
23 февраля 2022 года внесён в санкционные списки стран Евросоюза за действия и политику, которые подрывают территориальную целостность, суверенитет и независимость Украины и еще больше дестабилизируют Украину.
24 февраля 2022 года включён в санкционный список Канады «близких соратников режима» за голосование о признании независимости «так называемых республик в Донецке и Луганске».
24 марта 2022 года, на фоне вторжения России на Украину, включён в санкционный список США за «соучастие в войне Путина» и «поддержку усилий Кремля по вторжению в Украину», Госдеп США заявил что депутаты Госдумы используют свои полномочия для преследования инакомыслящих и политических оппонентов, нарушают свободу информации, ограничивают права человека и основные свободы граждан России.
Позднее, по аналогичным основаниям, включён в санкционные списки Великобритании, Швейцарии, Австралии, Украины, Японии и Новой Зеландии.

## Награды
- Почетный знак «За заслуги в развитии физической культуры и спорта».
- Орден «За заслуги» в связи с 25-летием окончания боевых действий в Афганистане и за активное участие в деятельности ветеранской организации воинов-интернационалистов.
- Памятная медаль МЧС России «Маршал Василий Чуйков»] за активное участие в ликвидации последствий наводнения в г. Крымск Краснодарского края.
- Почетная грамота Государственной Думы РФ за большой вклад в законотворческую деятельность и развитие парламентаризма.[14]
- Медаль Федерации самбо города Москвы за особый вклад в развитие самбо.
- Памятная медаль «80 лет самбо» за заслуги и вклад в развитие самбо.[15]
- Почётный знак Государственной Думы Федерального Собрания Российской Федерации «За заслуги в развитии парламентаризма».

## Семья
Отец, Владимир Кривоносов, инженер-радиоэлектроники. Мать, Софья Кривоносова, преподаватель английского языка. Проживают в Сочи.
Дочь Екатерина.